# Urago d'Oglio
Urago d'Oglio är en ort och kommun i provinsen Brescia i regionen Lombardiet i Italien. Kommunen hade 3 751 invånare (2018).